# Bassin minier de Bowen

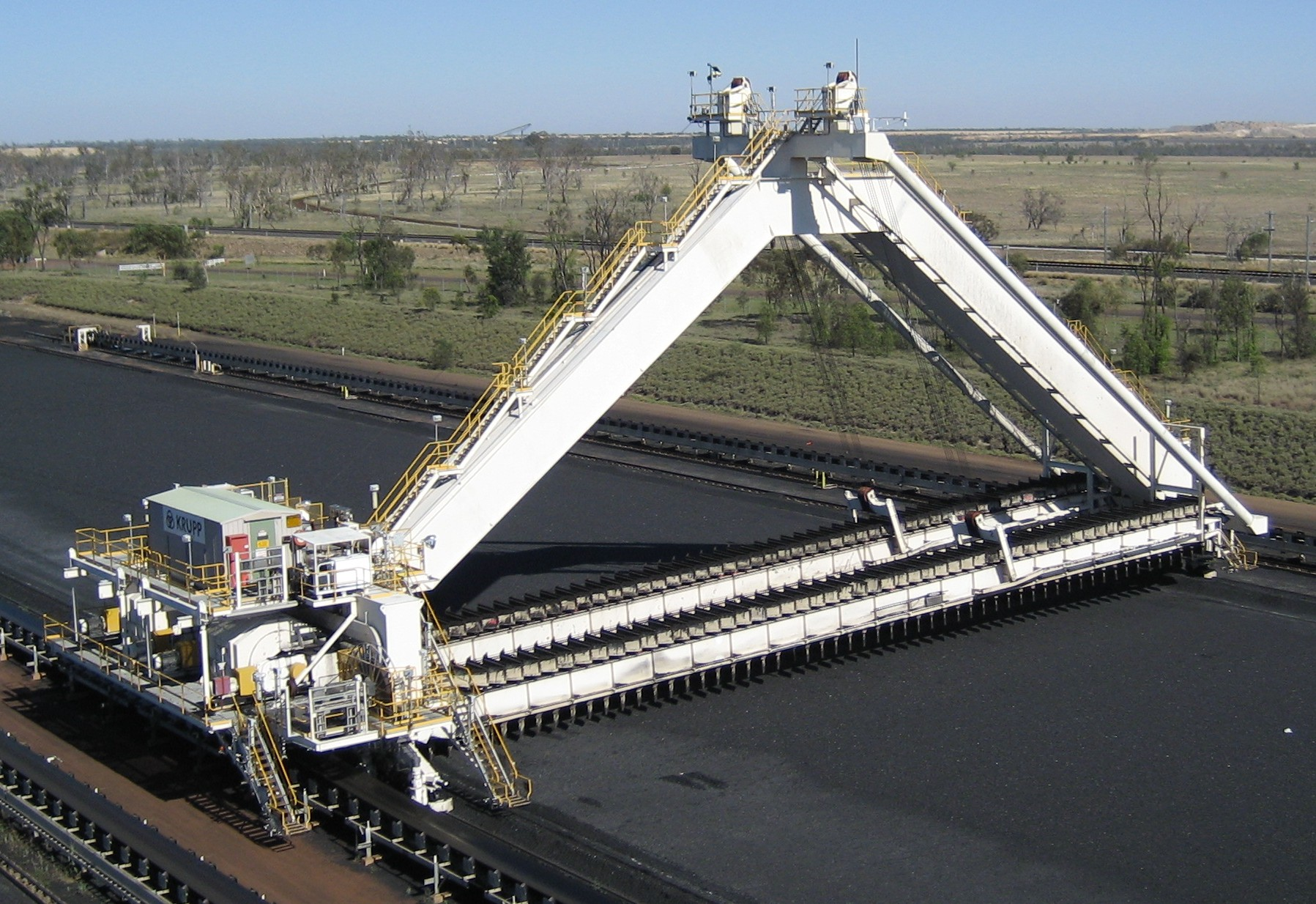
Un récupérateur opérant à la mine de charbon Kestrel, 2006.

Le bassin minier de Bowen est un des principaux bassins miniers de charbon d'Australie. Il est situé dans l'état du Queensland.
Les nombreuses mines présentes sur le bassin sont aussi bien des mines à ciel ouvert que des mines souterraines. En 2001, les mines étaient au nombre de 48.

## Mines du bassin
- Mine de Daunia